# Túpac Amaru
Túpac Amaru (1545 – Cusco, 24 de setembro de 1572) foi o quarto e último imperador inca de Vilcabamba. Filho de Manco Inca (também conhecido como Manco Capac II), foi feito sacerdote e guardião do corpo de seu pai. Túpac Amaru assumiu o título de supa inca na época em que o Império Inca já havia perdido sua capital Cusco e resumia-se apenas à região de Vilcabamba, dezenas de quilômetros ao norte de Cusco.

## Ascensão
Túpac Amaru assumiu como Inca de Vilcabamba depois que seu meio-irmão, o inca Titu Cusi, morreu em 1570. Os incas acreditavam que seu meio-irmão tinha sido forçado a admitir missionários agostinianos em Vilcabamba e que os espanhóis o haviam envenenado. Nestes tempos, os espanhóis ainda não foram avisados da morte do ex-Inca e tinham enviado, como faziam rotineiramente, embaixadores para continuar as negociações em curso. Um deles foi o conquistador Atilano de Anaya, que, depois de atravessar a ponte de Chuquisaca, foi capturado e executado junto com sua escolta pelo general inca Curi Paucar.  Ao ser informado dessa notícia pelo padre de Amaybamba, o novo Vice-rei do Peru, Francisco de Toledo , decidiu submeter, pela força, o Reino de Vilcabamba, apelando para a justificativa de que "os incas tinham quebrado a lei inviolável de todas as nações do mundo: o respeito aos embaixadores". O vice-rei declarou formalmente a guerra em 14 de abril de 1572.

## A guerra final com a Espanha
Para liderar a expedição de conquista, foi contratado o conquistador Martín Hurtado de Arbieto. Como mestre de campo, foi nomeado Juan Alvarez Maldonado. Como tenente-real e secretário, Pedro Sarmiento de Gamboa. As tropas sob seu comando eram compostas de várias peças de artilharia, 250 soldados espanhóis e 2 500 aliados nativos, entre os quais mil Cañaris, inimigos mortais dos Incas rebeldes.  Para a defesa de Vilcabamba, Túpac Amaru tinha cerca de 2 000 soldados, dos quais 600 ou 700 eram guerreiros antis (chamados chunchos pelos incas de Cusco), sobre os quais o falecido Titu Cusi dizia, aos espanhóis, fingida ou verdadeiramente, que ainda praticavam o canibalismo. Entre seus generais, estavam Hualpa Yupanqui, Parinango, Curi Paucar e Coya Topa.
Para atacar a cidadela inca, Hurtado de Arbieto dividiu seu exército em dois grupos. O primeiro, sob seu comando direto, atacaria por Chuquichaca, enquanto a segunda coluna, comandada por Arias de Sotelo atacaria por Curahuasi. Ocorreram várias escaramuças, mas somente uma única grande batalha, que teve lugar em Choquelluca, às margens do rio Vilcabamba. Os incas atacaram primeiro com muita garra, apesar de parcamente armados, mas os espanhóis e seus aliados indígenas foram capazes de resistir. Nesta batalha, ocorreu uma luta pessoal e desarmada entre o capitão inca Huallpa e o comandante Garcia de Loyola. Quando o comandante espanhol estava em apuros depois ter recebido vários golpes diretos e estar prestes a cair de um barranco, um de seus homens traiçoeiramente disparou nas costas do inca, matando-o e causando um clima de indignação que reacendeu a luta.
 Durante a batalha, por um momento os espanhóis estavam prestes a serem dominados pelos guerreiros incas, mas de repente estes abandonaram a luta depois que seus generais Maras Inga e Parinango foram mortos por projéteis de arcabuzes. 
Ao final da batalha, os espanhóis capturaram a cidade e o Palácio de Vitcos. Ao se aproximarem da cidadela de Tumichaca, foram recebidos pelo seu comandante Puma Inga, que se rendeu e disse que a morte do embaixador espanhol Anaya fora responsabilidade de Curi Paucar e outros rebeldes. Em 23 de junho, caiu, ante a artilharia espanhola, o último foco de resistência Inca, o forte de Huayna Pucará. Os nativos o tinham construído recentemente e era defendido por 500 arqueiros antis. Os restos do exército Inca, agora em retirada, optaram por abandonar Vilcabamba, sua última cidade, e dirigiram-se a selva para reagrupar-se. Em 24 de junho, os espanhóis tomaram posse de Vilcabamba. Nesta ocasião, Sarmiento dirigiu as solenidades, levantou o estandarte real, o levou até a praça principal e proclamou:
Eu, o capitão Pedro Sarmiento de Gamboa, tenente-general deste campo, sob mandado do ilustre senhor Martín Hurtado de Arbieto, General dele, tomo posse desta cidade de Vilcabamba de sua região, províncias e jurisdição.

## A Captura de Túpac Amaru

Captura de Túpac Amaru em 1572

Enquanto isso ocorria, Túpac Amaru, acompanhado por seus guerreiros, havia deixado Vilcabamba no dia anterior e rumado a oeste, pelas matas das várzeas. Seu séquito, que incluía seus generais e membros da sua família, foi dividido em pequenos grupos, numa tentativa de evitar que fossem pegos todos juntos na perseguição.
Grupos de soldados espanhóis e guerreiros indígenas foram enviados para caçá-los, ocorrendo escaramuças sangrentas com a escolta do Inca. Um dos grupos espanhóis enviados capturou a esposa e filho de Wayna Cusi. Um segundo voltou sem encontrar nada. Um terceiro, ao regressar, voltou com dois irmãos de Tupac Amaru, outros parentes e seus generais. Mas o Inca e seu comandante permaneciam soltos.
A perseguição continuou, um grupo de quarenta soldados escolhidos a dedo saiu atrás de Tupac Amaru e Curi Paucar. O grupo seguiu o Rio Masahuay por 275 quilômetros, onde encontraram um tambo com ouro e pratos. Os espanhóis capturaram um grupo de antis e os forçaram a contar o que tinham visto, e eles relataram que ele tinham visto o Inca rio abaixo num barco. Os espanhóis construíram 20 balsas e continuaram a perseguição. 
Ao chegarem nas terras Momorí, os espanhóis descobriram que Tupac Amaru tinha ancorado e continuado sua fuga por terra. Eles continuaram com a ajuda de indígenas da região, que mostraram a rota pela qual os incas seguiram e avisaram que Tupac estava seguindo lentamente porque sua esposa estava prestes a dar à luz. Após uma marcha de cerca de 80 quilômetros, os espanhóis viram uma fogueira por volta das nove horas da noite. Encontraram Tupac Amaru e sua esposa, e aprisionaram-nos.
Os cativos foram trazidos de volta para as ruínas de Vilcabamba. De lá, foram conduzidos para Cusco. Os vencedores também trouxeram os restos mumificados de Manco Capac e Titu Cusi e a estátua de ouro de Punchao, a mais preciosa relíquia da linhagem inca, que continha os restos mortais dos corações dos incas falecidos. Estes objetos sagrados foram destruídos em seguida. 

## Execução
Os cinco generais incas capturados foram acusados das mortes de frei Diego Ortiz, de Pedro Pando e do embaixador Atilano de Anaya. Receberam um julgamento sumário em que nada foi dito em sua defesa, sendo condenados a serem enforcados por Gabriel de Loarte, magistrado da corte, e então governador da cidade de Cusco. Os generais foram conduzidos pelas ruas até o local de execução, depois de serem torturados na prisão. Três não aguentaram chegar ao cadafalso, morrendo no caminho. Tendo seu corpo colocado ao pé da forca, os dois restantes, Curi Paucar e um índio chamado Huanca, foram pendurados ainda vivos. 
Já o julgamento de Tupac Amaru começou dois dias depois. Foi condenado a decapitação pelo assassinato de sacerdotes em Urcos, dos quais provavelmente era inocente. Muitos clérigos, convencidos dessa inocência, imploraram de joelhos ao vice-rei para que o líder Inca fosse enviado à Espanha para ser julgado em vez de ser executado. No dia 24 de setembro de 1572, Tupac Amaru foi conduzido pelas ruas de Cusco entre o padre Alonso de Baranza e o padre Molina tendo suas mãos atadas. Uma multidão aguardava na praça que era guarnecida por cerca de 400 guardas com lanças. Em frente à catedral na praça central de Cusco, uma plataforma havia sido erguida. Tupac Amaru subiu o cadafalso. Os índios lamentavam sua morte. Tupac Amaru levantou calmamente as mãos e o silêncio e a imobilidade caíram sobre a multidão. Tupac falou e implorou para que a multidão nunca amaldiçoasse seus filhos por um mau comportamento, que os castigassem, mas nunca os amaldiçoasse. Os sacerdotes o tinham convencido de que sua morte era o desejo de Deus, pois uma vez tinha irritado sua mãe e esta o amaldiçoara com uma morte não natural. Suas últimas palavras aos incas foram:

Ccollanan Pachacamac ricuy auccacunac yahuarniy hichascancuta. (Mãe Terra, testemunha como meus inimigos derramaram meu sangue.)
Ao proferir essas palavras, colocou a cabeça ao tronco. O carrasco, um índio Canãri, tomou o cabelo de Tupac em uma mão e cortou a cabeça em um único golpe de machete. Ele ergueu a cabeça no ar para a multidão ver. Ao mesmo tempo, os sinos das igrejas e mosteiros da cidade tocaram. Uma grande tristeza se abateu em todos os nativos presentes.

## Legado
Seu bisneto Tupac Amaru II liderou uma revolta duzentos anos depois.
Seu nome e sua história inspiraram o movimento revolucionário Tupamaros.